# Hooters

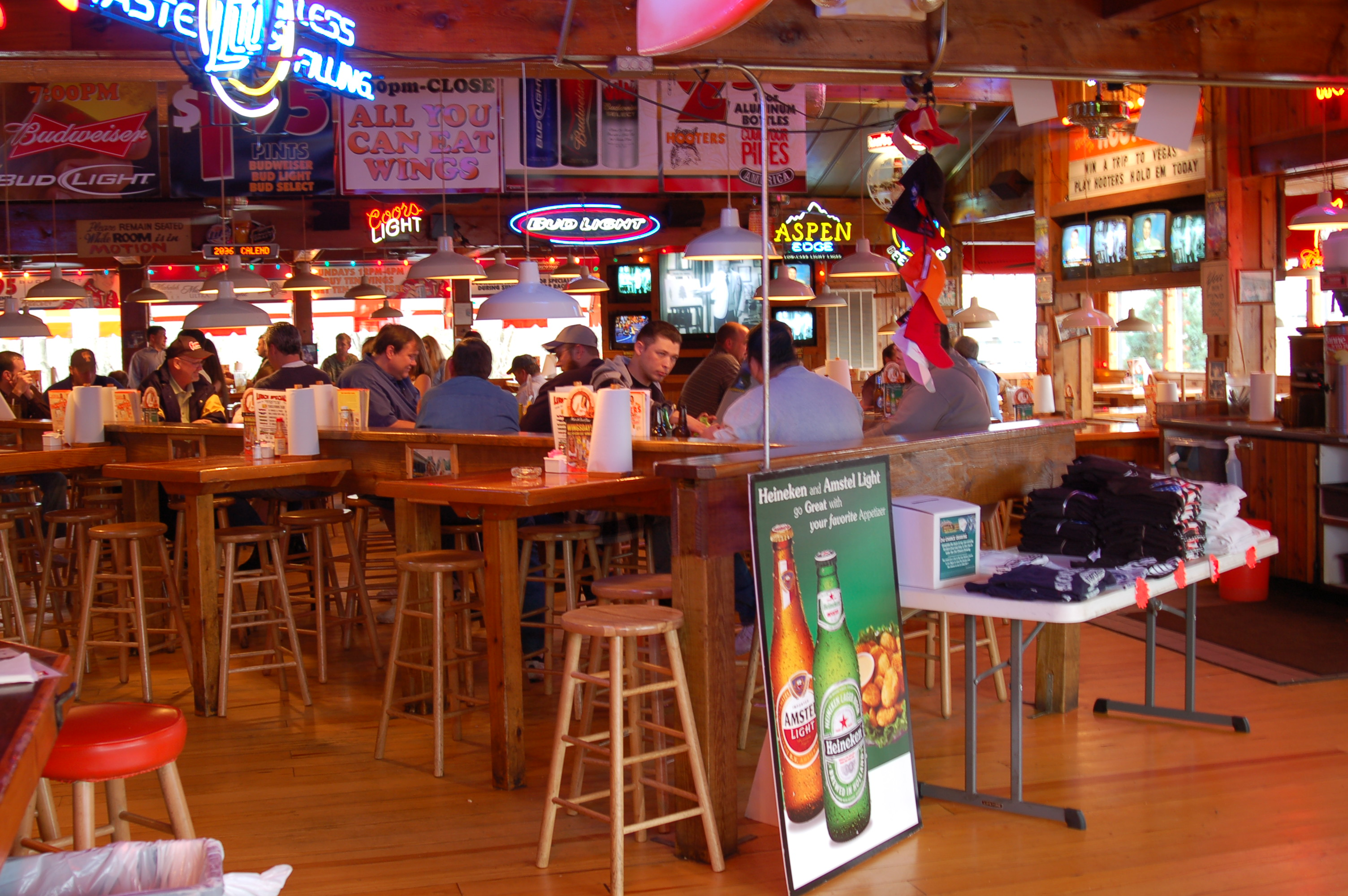
Interiér restaurace v USA.

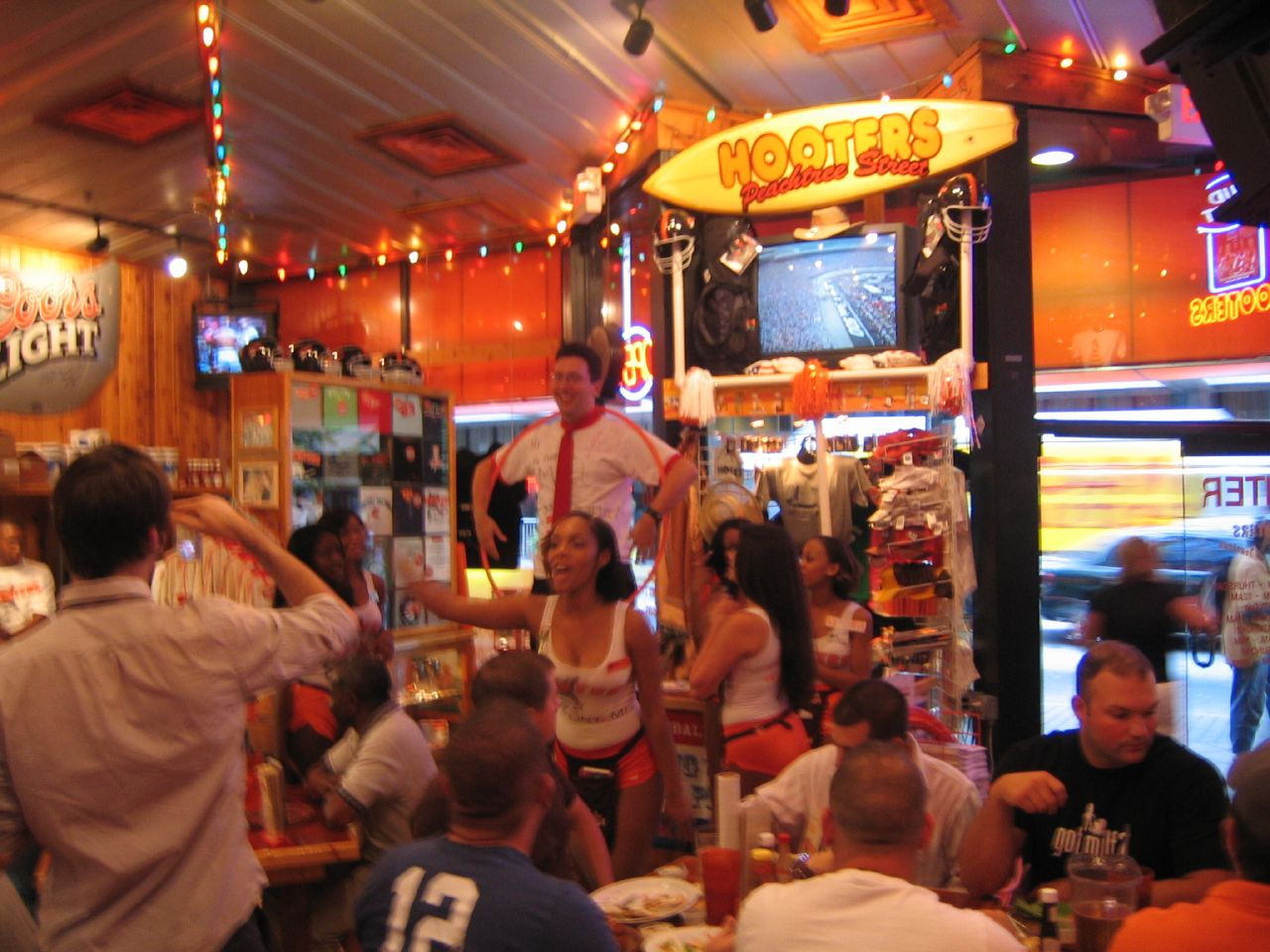
Restaurace za provozu (USA).

Hooters je obchodní značka dvou amerických soukromých řetězců rychlého občerstvení: Hooters of America, Incorporated (pocházející z Atlanty v Georgii) a Hooters, Incorporated (pocházející z Columbu v Ohiu). Firma byla založena v roce 1983 v Clearwateru na Floridě.
Společnost je zaměřena na mužské zákazníky, a je známá pro zaměstnávání svůdně oblečených servírek. Samotný název je dvojsmysl (slovní hříčka), protože znamená jak sovy, které má společnost v logu, tak ženská prsa.
Restaurace nabízejí hamburgery, sendviče, steaky, mořské plody, kuřecí křídla apod. Často je zde také podáván alkohol, většinou pivo a víno, mnohdy je zde také bar. Restaurace nabízí sledování přímých sportovních přenosů.
Firma má jen v USA okolo 450 restaurací ve 43 státech. Po celém světě působí ve 26 zemích a v roce 2009 společnost oznámila otevření poboček v Česku a na Slovensku.

## Restaurace Hooters v Česku
První restaurace v Česku byla (po oznámení záměru v roce 2009) otevřena v 4.6. 2010 ve Vodičkově ulici v Praze, v roce 2014 byla otevřena druhá pobočka v Havelské ulici, v roce 2014 však byla zavřena pobočka ve Vodičkově ulici.
V Česku je tedy dnes otevřena pouze tato provozovna:
- Praha 1 – Havelská 25